# Beaverlodge
Beaverlodge ist eine Gemeinde im nördlichen Alberta, Kanada, mit dem Status einer Kleinstadt (englisch Town).
Die an der Grenze zu British Columbia gelegene Stadt verfügt über mehrere Schulen, darunter eine Grundschule, eine katholische Schule und eine Highschool, die Beaverlodge Regional High School. Des Weiteren wurde 2004 eine große Statue eines Bibers, des Wappentiers der Stadt, enthüllt, die vom Highway aus zu sehen ist.

## Demografie
Für die auf 732 m Höhe liegende Stadt wurde bei der Volkszählung 2016 eine Bevölkerung von 2.465 Einwohnern, die sich auf 953 Haushalte verteilten, ermittelt. Bei einer Fläche von 5,72 km² ergibt sich eine Bevölkerungsdichte von 430,5 Einwohnern pro Quadratkilometern.

## Söhne und Töchter der Stadt
- Simon Hoogewerf (* 1963), Mittelstreckenläufer
- Chris Schmidt (* 1976), Eishockeyspieler
- Matthew Walker (* 1980), Eishockeyspieler
- Geoff Walker (* 1985), Curler